# Francisco Guarido
Francisco Guarido Viñuela (Zamora, 1958) es un político español de Izquierda Unida (IU), alcalde de la ciudad de Zamora desde junio de 2015.

## Biografía
Conserje del Instituto Claudio Moyano (Zamora), es diplomado en Magisterio, y licenciado en Ciencias Políticas y en Historia. Está casado con Laura Rivera, teniente de alcalde del Ayuntamiento zamorano.
Violeta Guarido Rivera, hija de Francisco Guarido, fue asesinada por una paciente con problemas mentales, mientras ejercía su profesión de psicóloga clínica, el 6 de mayo de 2014, en una clínica de Palencia.

## Trayectoria política
Comenzó su trayectoria política con un efímero paso por el movimiento libertario, brevemente afiliado al sindicato CNT, en la década de 1970, en Cataluña.

### Coordinador de Izquierda Unida y concejal en el Ayuntamiento de Zamora
Guarido ha ocupado el puesto de coordinador provincial de Izquierda Unida (IU) en Zamora entre 1993 y 1999. Ha sido elegido concejal en el Ayuntamiento de Zamora por IU en las seis elecciones celebradas desde 1999.

### Alcalde de Zamora

#### Primera legislatura
En las elecciones municipales de 2015, la coalición IU obtuvo en el municipio de Zamora ocho concejales con el 29,1% de los votos, siendo la segunda fuerza por detrás del Partido Popular (PP), con diez concejales y el 32,38% de los votos. El resultado obtenido fue  el mejor de los resultados obtenidos por IU en las capitales de provincia en las elecciones municipales de 2015.
En el pleno de investidura celebrado el 13 de junio de 2015, Francisco Guarido obtuvo el voto de los tres concejales del Partido Socialista Obrero Español (PSOE) y dos votos de concejales no adscritos que habían abandonado el PSOE pocos días antes; además de los ocho votos de los concejales de IU. Los trece votos totales obtenidos, frente a los diez de Clara San Damián como cabeza de lista del PP, le hicieron salir elegido alcalde de Zamora. Su elección significó el fin de veinte años de gobierno del PP en Zamora y que la ciudad fuera la única capital de provincia de España con un alcalde de IU.
Tras la gestión realizada durante los primeros cuatro años al frente del consistorio zamorano (2015-2019), en la que eliminó la deuda del ayuntamiento con los bancos, que superaba los veintisiete millones de euros con el Partido Popular, cerró el ejercicio económico del 2018 con un superávit de seis millones.

#### Segunda legislatura
En las elecciones municipales de 2019 en Zamora, IU obtuvo en el municipio de Zamora 14 concejales, convirtiéndose en primera fuerza política y el mejor de la historia de IU en Zamora. Debido a contar con mayoría absoluta en esta ocasión, no necesitó contar con votos de concejales de agrupaciones diferentes a la propia para ser investido.